# Theocracy
Theocracy je křesťanská power metalová skupina, kterou v roce 2002 založil multiinstrumentalista Matt Smith. První album s názvem Theocracy nahrál Smith celé sám.
Druhé album Mirror of Souls bylo distribuováno švédským vydavatelstvím Ulterium Records. V listopadu roku 2008 bylo toto album vydáno v Japonsku vydavatelstvím Soundholic Records. V této verzi alba se objevila bonusová skladba Wages of Sin.
 Píseň, On Eagles Wings z tohoto alba je k poslechu dostupná na oficiálním profilu skupiny sociální sítě MySpace.
V listopadu roku 2011 bylo vydáno nejnovější album As the World Bleeds v severní Americe a Evropě. Po vydání tohoto alba skupina uvolnila svůj první hudební klip s písní Hide in Fairytale.
V listopadu roku 2013 skupina podnikla turné po Evropě za účelem představit remasterovanou verzi prvního alba. Součástí turné byla menší vystoupení, ale i velké festivaly jako Brainstorm Festival v Nizozemsku, Blast of Eternity a Rock Without Limits v Německu, and Maata Näkyvissä Festival ve Finsku.V rámci turné skupina také vystoupila v Praze, Brně a Košicích.

## Diskografie

### Studiová alba
- Theocracy (2002), MetalAges Records – remasterovaná verze 2011, Ulterium a Nightmare Records
- Mirror of Souls (2008), Ulterium a Nightmare Records
- As the World Bleeds (2011), Ulterium a Nightmare Records
- Ghost Ship (2016)